# بلوغ الأمل في فن الزجل
كتاب بلوغ الأمل في فن الزجل هو كتاب لابن حجة الحموي جمع فيه ما قيل في فن الزجل ونشأته وأول من كتب فيه.

## المؤلف
ابن حجة الحموي / (767 - 837 هـ = 1366 - 1433 م) هو تقي الدين أبو بكر بن علي بن عبد الله بن حجة الحموي من أهل حماه، في سوريا. إمام أهل الأدب في عصره. شاعر جيد الإنشاء، زار مدينه القاهرة، والتقى بعلمائها، وملوكها. حسن الأخلاق والمروءة، فيه شيء من الزهو والإعجاب. اتخذ عمل الحرير، وعقد الأزهار صناعة له في صباه فعرف (بالأزراري)، ثم اتخذ الأدب صناعة له فبرع في فنونه. وكان يظهر سرقات الشعراء فتعصب عليه شعراء من مصر وصاروا يهجونه. توفي تقي الدين الحموي في حماة عن 70 عاماً.

## عن الكتاب
كتاب بلوغ الأمل في فن الزجل من نوادر التراث العربي. جمع فيه ابن حجة الحموي ما قيل في فن الزجل، ونشأته، وأول من كتب فيه. ونسج فيه على منوال صفي الدين الحلي في كتابه (العاطل الحالي والمرخص الغالي -ط) واقتفى آثاره، وربما نقل عنه الكثير في فن الزجل، بالرغم من أنه عالم وشاعر ووشاح وزجال، عارض كبار الزجالين الذين سبقوه، أمثال علي بن مقاتل الحموي (ت761هـ). ولا خلاف في أن الناهض بفن الزجل، والمعول على أقواله فيه هو أبو بكر ابن قُزمان (ت 554هـ) وإن سبقه إلى الكتابة فيه آخرون، كابن غزلة ويخلف بن راشد. انظر (د. رضا محسن القريشي. (الفنون الشعرية غير المعربة: ج2 ص16) قال الحلي، بعد ما ذكر الفنون السبعة واختلاف الناس في تسمية بعضها: (ومنها ثلاثة معربة أبداً، لا يغتفر اللحن فيها، وهي الشعر والموشح والدوبيت، ومنها ثلاثة ملحونة أبداً، وهي: الزجل والكان وكان والقوما. ومنها واحد هو البرزخ بينهما، يحتمل اللحن والإعراب، وإنما اللحن فيه أحسن وأليق، وهو المواليّا) (العاطل الحالي: ص 3) وذكر في باب الزجل، بعدما نعته بأنه أرفع الفنون الأربعة المخترعة رتبة، وأشرفها نسبة، أن له أربعة ألقاب بحسب مواضيعه، لا بحسب أوزانه، فما كان في الغزل والخمر والزهور فهو الزجل، وما تضمن الهزل والخلاعة والإحماض فهو (البلّيق) وما تضمن الهجاء والثلب فهو (القرقي) وما تضمن المواعظ والزهد فهو (المكفِّر) وغالباً ما تختم بالمكفر جلسات (البليق) لأنه يكفر الذنوب. قال: وأطلقوا على ما أعرب بعض ألفاظه: (المزنّم). قال: وأهل العراق ودياربكر ومن يليهم يبدلون الزجل والحمّاق بالحجازي والقوما...أما عذرهم في إسقاط الزجل فلأن أكثرهم لا يفرق بين الموشح والزجل والمزنم، فاخترعوا عوضه الحجازي، وهو وزن بيتين من بحر السريع بثلاث قواف. طبع كتاب (بلوغ الأمل) لأول مرة في دمشق سنة 1974م بتحقيق رضا محسن القريشي. وهو غير (بلوغ الأمل في أحمال الزجل) للشيخ محمد المرزوقي، ومن هذا نسخة في دار الكتب المصرية.

## روبط خارجية
- بلوغ الأمل في فن الزجل